# Franco Prete
Franco Prete (Treviso, 20 maggio 1933 – Venezia, 29 giugno 2008) è stato uno scrittore e poeta italiano, ha fondato e animato la rivista multinazionale Origine fino al 2007.

## Biografia
Nasce a Treviso, passa l'infanzia a Venezia, dove frequenta le scuole elementari e medie (1939-1945), frequenta il ginnasio e sostiene la maturità classica all'Istituto S.Giuseppe di Torino (1946-1952).
Diventa in seguito allievo dell'Institut auf dem Rosenberg di San Gallo (Svizzera 1952-1953) e si iscrive a scienze politiche (1953-1957) sezione interpretariato all'Università di Heidelberg (con stage all'Istituto di scienze politiche della Sorbona a Parigi), corsi di filologia  all'Università di Digione (Francia) e corsi di lingua e letteratura inglese alla Cambridge School di Londra.
Nel 1956 consegue il diploma di traduttore a pieni voti all'Università di Heidelberg (1956) e l'anno successivo il diploma di interprete parlamentare "summa cum laude".
Dal 1957 al 1993 lavora per l'Alta Autorità, l'Assemblea Comune e la Corte di Giustizia della CECA, poi per il Parlamento Europeo come interprete simultaneo e di conferenza e infine come direttore e direttore generale.
Nel 1960 crea a Lussemburgo con la moglie Herrad Prete e gli amici Arnaldo Ferragni e Edmond Dune la rivista multinazionale di poesia Origine. 
Insieme danno vita al Gruppo Origine, iniziativa culturale di sintesi franco-italiana di poesia e arte, che s'impegna nella traduzione, pubblicazione e diffusione dei maggiori poeti italiani, francesi, belgi e lussemburghesi.
Come scrittore, saggista e poeta ha pubblicato numerose opere soprattutto in italiano.     
In collaborazione con Arthur Praillet fonda e codirige una rivista letteraria "La Revue franco-italienne de la poésie", di cui sette numeri furono pubblicati tra il 1966 e il 1968

## Opere

### Opere di poesia
- I belli orizzonti. Loescher, Torino (1962)
- Il tempo dei frassini. Sestante, Padova (1964)
- Pietra su pietra. De Luca, Roma (1969)
- Lettere agli amici. Rebellato, Padova (1972)
- Terre di nessuno. Il Libro, Roma (1977)
- Terre perse (conversione in francese). Journal des Poèts, Bruxelles (1979)
- Quartine per le sere d'inverno (conversione in francese). La table des champs, Arlon (1982)
- Renitenza. Origine, Lussemburgo (1998)
- Renitenza (conversione in francese). L'Arbre à paroles, Amay (1999)

### Romanzi
- L'Ambasceria in Fiandra. Pagus, Paese (Treviso) (1981)
- Il ruggito del leone. Origine, Lussemburgo (1994)

### Antologie
- E. Dune, Poètes italiens d'aujourd'hui (conversione in francese). A. Pfeiffer, Lussemburgo (1965)
- A. Noferi, Prima biennale della poesia italiana. I Centauri, Firenze (1969)
- A. Praillet, Jeune poésie italienne. Vodaine, Yutz (1971)
- D. Cara, Le proporzioni poetiche. Laborio delle Arti, Milano (1976)
- Journal des poètes, Numéro spécial du 50ème anniversaire. Bruxelles (1981)
- H. Labrusse, R. Milani, A. Ughetto, Promenades en poésie italienne contemporaine. Sud, Marsiglia (1984)
- A. Monjo, M. Méresse, Six poéts italiens contemporains. La Sape, Montgeron (1992)
- J. Baude, Venise sous les bois de Cadore. L'Arbre à paroles n° 10, Amay (1999)